# Ingegerd Lindström
Ingegerd Britta Salome Lindström, född Ericsson 15 mars 1916 i Vimmerby landsförsamling, Kalmar län, död 21 september 1997 i Västanfors församling, Västmanlands län, var en svensk översättare. 
Liksom systern Stina Hergin hjälptes hon in i bokbranschen när deras äldre syster, barnboksförfattarinnan Astrid Lindgren, blev förlagsredaktör vid Rabén & Sjögren. För Lindströms del varade översättarlivet i ett drygt decennium. Från 1954 och framåt översatte hon i stort sett endast Enid Blyton, bland annat 17 böcker i Fem-serien. Långt senare kom hon att skriva en bok om barnboksförförfattaren Anna Maria Roos.
Hon var dotter till lantbrukaren Samuel August Ericsson och hans hustru Hanna, född Jonsson. Politikern Gunnar Ericsson var hennes bror.
Hon var gift med Ingvar Lindström (1911–1987).

## Skrifter
- Anna Maria Roos: inte bara Sörgården: ett reportage bland böcker och brev (Rabén & Sjögren, cop. 1989)
- [Bidrag i] Fyra syskon berättar (Boa i Näs, 1992)

## Översättningar (urval)
- L. G. Moyzisch: Operation Cicero (Operation Cicero) (Spegeln, 1950)
- Thomas C. Hinkle: Shep (Shep) (Rabén & Sjögren, 1950)
- John Creasey: Ett jobb för baronen (Career for the Baron) (Spegeln, 1952)
- Enid Blyton: Fem söker en skatt (Five on a treasure island) (Rabén & Sjögren, 1954) och 16 böcker till i denna serie.
- A. Stephen Tring: Penny triumferar (Penny triumphant) (Rabén & Sjögren, 1957)